# Isaac de Thellusson
Isaac de Thellusson, est un banquier genevois né le 14 octobre 1690 à Genève et décédé dans la nuit du 2 au 3 septembre 1755 dans sa propriété de Champel, dans la République de Genève.

## Biographie
Isaac de Thellusson  est le fils de Théophile Thellusson, huguenot, titulaire d'une maison de commerce à Lyon, puis, après 1685, à Genève (1646-1705) et de Jeanne Guiguer (1662-1712).

### Carrière dans la finance
Au décès de son père en 1705, il avait déjà quitté Genève depuis un an pour gagner en expérience et tenter sa chance dans le commerce. Il séjourne d'abord à Bâle, puis à Amsterdam, enfin à Londres, chez son oncle Isaac Guiguer (1664-1715), associé de Nicolas Tourton, où il apprend les langues et se forme au commerce et à la banque. Il est ensuite au service de la banque Tourton et Guiguer, à Paris en 1707.
Devenu premier commis, Isaac de Thellusson reprend à son nom à Paris le 1er novembre 1715                                   la banque Tourton et Guiguer, qui est renommée banque Thellusson et Cie.
Cette banque avait été fondée vers 1703 par son oncle Louis Guiguer (1675-1747) avec Jean-Claude Tourton (1655-1724). En 1717, Louis Guiguer, jusque-là resté commanditaire, se retire complètement. Isaac de Thellusson devient un banquier très en vue, malgré sa jeunesse, et se montre un adversaire déterminé du système de Law, conçu par le financier John Law.

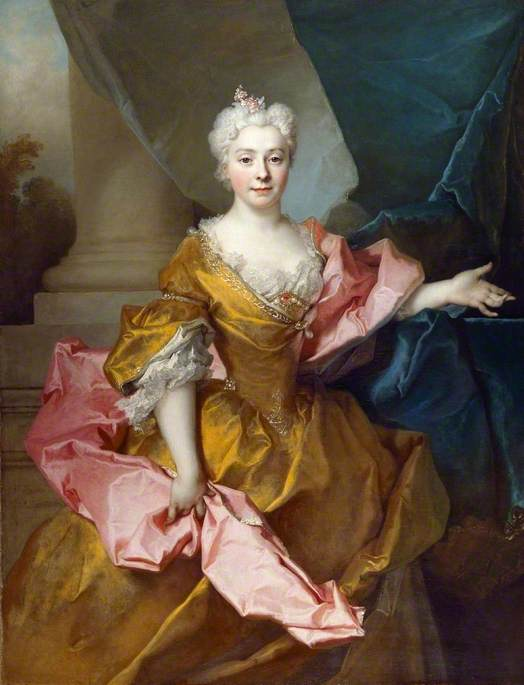
Sarah le Boullenger (Nicolas de Largillière, 1725)

En 1722, la société contractée entre Isaac de Thellusson et Jean-Claude Tourton arrive à son terme. Elle poursuit son activité sous le nom Tourton et Burrish, du nom du premier commis.
Isaac de Thellusson profite de la liberté qui lui est offerte pour voyager en Angleterre et en Hollande, où il épouse Sarah Le Boullenger, fille d'un négociant huguenot originaire de Rouen.
Jean-Claude Tourton meurt le 26 juillet 1724. Il avait désigné Isaac de Thellusson comme son légataire universel, au détriment de ses neveux Guiguer. Fort du fait que l'héritier était un huguenot genevois, deux neveux catholiques attaquent le testament avec succès.
En 1728, Isaac de Thellusson décide la création d'une nouvelle société, en s'associant avec François Tronchin. La banque François Tronchin et Cie voit le jour le 1er mai 1728. Les deux associés, de générations et de caractères très différents, ne s'entendent guère. Leur société est dissoute en octobre 1740 et une longue querelle les oppose, qui est finalement arbitrée par le Petit Conseil de Genève, en 1748.

### Carrière politique
Dès 1728, Isaac de Thellusson commence une carrière politique. Il est élu au Conseil des Deux-Cents de Genève, bien qu'il n'y avait guère séjourné depuis son enfance.
En 1730, il devient ministre de la République de Genève auprès du roi de France.
En 1733, il est élu au Conseil des Soixante.
Depuis Paris, Isaac de Thellusson joue un rôle politique important, en particulier pendant la crise genevoise de 1734-1738. Il représente alors la tendance la plus conservatrice, les "Négatifs", face aux revendications de la bourgeoisie qui demandait le droit de "représentation", la convocation régulière du Conseil Général et le contrôle de la gestion publique. Le chef de ce mouvement est Micheli du Crest.
Isaac de Thellusson revient s'établir à Genève en 1744 dans l'ancienne maison Tronchin, contigüe à l'Hôtel de Ville, maison qu'il avait achetée en 1728 à François Tronchin, ruiné dans l'affaire du Mississippi.
Il meurt dans la nuit du 2 au 3 septembre 1755 dans sa propriété de Champel, à Genève.

### Anoblissement
Le Roi Frédéric-Guillaume 1er de Prusse l'anoblit, ainsi que son épouse, par un diplôme du 8 juin 1737.
En 1744, il lui confère des armoiries : écartelé aux 1 et 4 d'argent à deux demi-vols de sable posés en pal, chargés chacun d'un trèfle à longue tige d'or ; aux 2 & 3 d'or au fresne arraché de sinople, chargé d'un écusson triangulaire de gueules posé en bande, portant trois larmes, ou gouttes d'argent.
Cet anoblissement fut reconnu en France, par lettres patentes données à Versailles en juillet 1782.
La branche anglaise de sa descendance masculine, seule subsistante au XXIe siècle, porte depuis 1806 en Grande-Bretagne le titre de Baron Rendlesham .

### Mariage et descendance
Isaac de Thellusson épouse à Leyde le 27 septembre 1722, Sarah Le Boullenger, fille d'Abraham Le Boullenger, seigneur de Rixdorp, huguenot d'origine française, émigré en 1685, et d'Anne van der Hulst, d'une famille d'Amsterdam. Dont :
- Anne Sarah de Thellusson (1724-1749), mariée en 1745 avec Pierre Naville, négociant à Londres (1714-1790), dont postérité ;
- Jeanne de Thellusson (1725-1802), mariée en 1745 avec Jacques Pictet, comte Pictet, lieutenant-général, envoyé de la cour d'Angleterre à Genève (1705-1786), dont postérité ;
- Isaac Louis de Thellusson, syndic de Genève de 1785 à 1789 (1727-1801), marié en 1754 avec Henriette Bertrand, puis en 1760 avec Julie Ployard- (1740-1820). Leurs portraits ont été exécutés au pastel en 1760 par Jean-Étienne Liotard[6] et sont aujourd'hui au musée Oskar Reinhart de Winterthur. Dont postérité en Suisse ;
- Georges-Tobie de Thellusson (1728-1776) poursuit en France l'activité bancaire de son père, avec notamment comme associé Jacques Necker, le futur ministre de Louis XVI. Il épouse en 1757 une française, Marie Jeanne Girardot de Vermenoux, dont postérité en France ;
- Judith de Thellusson (1730-1750), mariée en 1749 avec Bernard de Diesbach, membre du grand-conseil, trésorier du pays de Vaud, dont un fils sans postérité ;
- Elisabeth de Thellusson (1731-1798), mariée en 1750 avec Marc-Conrad Fabri, baron d'Ayre la ville (1717-1783), dont postérité [7];

- Pierre de Thellusson (alias Peter) (1735-1797) s'implante à Londres en 1760 et est naturalisé britannique par un acte du Parlement en 1762. Sa réussite dans les affaires lui permet d'accumuler en Grande-Bretagne une importante fortune. Il achète en 1790 Brodsworth Hall, dans le Yorkshire, où il s'installe. En 1761, il épouse une britannique, Anne Woodford, dont postérité en Grande-Bretagne. Sa fille Anne Thellusson (1774-1849) épouse en 1801 le vice-amiral William Lukin Windham[8] et a notamment pour descendante lady Diana Spencer, princesse de Galles, ainsi que ses fils William, héritier du trône britannique, et Harry.

### Portraits
Le portrait d'Isaac de Thellusson a été peint en 1722 par Hyacinthe Rigaud ; celui de son épouse en 1725 par Nicolas de Largillierre. Ce dernier portrait est conservé à Brodsworth Hall (Grande-Bretagne), ancienne propriété de son fils Peter Thellusson, aujourd'hui gérée par le English heritage trust.

## Sources
- Dictionnaire universel, historique, critique et bibliographique (MM. Chaudon et Delandine, Paris, 1810)
- Bibliographie historique de Genève au XVIIIe siècle (E. Rivoire, 1897)
- Herbert Lüthy, La banque protestante en France de la révocation de l'Edit de Nantes à la Révolution, 1959-1961, deux volumes, Paris, SEVPEN, ;
- Gabriel Girod de l'Ain, Les Thellusson, Histoire d'une famille du XIVe siècle à nos jours, 1977, Neuilly sur Seine, l'auteur,